# Settled Out of Court (film 1912)
Settled Out of Court è un cortometraggio muto del 1912 scritto e diretto da Al Christie.

## Produzione
Il film fu prodotto dalla Nestor Film Company.

## Distribuzione
Distribuito dalla Motion Picture Distributors and Sales Company, il film - un cortometraggio di 193 metri - uscì nelle sale cinematografiche statunitensi il 24 febbraio 1924. Nelle proiezioni, veniva programmato con il sistema dello split reel, accorpato in un'unica bobina con un altro cortometraggio prodotto dalla Nestor, Grand Canyon, Arizona.